# روب شورت
روب شورت هو لاعب هوكي الحقل كندي، ولد في 11 أغسطس 1972.

## وصلات خارجية
- روب شورت على موقع أوليمبيديا (الإنجليزية)